# She Won't Be Home (Lonely Christmas)
«She Won't Be Home (Lonely Christmas)» es un disco sencillo promocional publicado del grupo inglés de música electrónica Erasure, lanzado en 1988.

## Descripción
She Won't Be Home (Lonely Christmas) fue editado como sencillo promocional, ofrecido mayormente a DJs. Este tema ya había aparecido en el EP Crackers International simplemente como She Won't Be Home.

God Rest Ye Merry Gentlemen ya figuraba en algunas ediciones especiales del EP Crackers International.

## Datos adicionales
She Won't Be Home aparece en la banda sonora de la serie GLOW.

## Lista de temas
| She Won't Be Home (Lonely Christmas) 7" (PRO-S-3409) |                                                                  |                           |          |  |
| N.º                                                  | Título                                                           | Escritor(es)              | Duración |  |
| 1.                                                   | «She Won't Be Home (Lonely Christmas)» (Mezclado por: Phil Legg) | Clarke/Bell               | 3:28     |  |
| 2.                                                   | «God Rest Ye Merry Gentlemen» (Mezclado por: Mark Saunders)      | tema tradicional navideño | 3:20     |  |

## The X-Mas Gift
The X-Mas Gift es un sencillo promocional que se editó en 1988 y contiene los mismos temas que el sencillo promocional She Won't Be Home (Lonely Christmas).

Este sencillo cuenta con dos peculiaridades, la primera es que She Won't Be Home (Lonely Christmas) -que en Crackers International se llama sólo She Won't Be Home-, en este sencillo se llama Lonely Christmas y sólo figura acreditado a Vince Clarke, omitiendo a Andy Bell.

## Lista de temas
| The X-Mas Gift 7" (X-MAS 1) |                               |                           |          |  |
| N.º                         | Título                        | Escritor(es)              | Duración |  |
| 1.                          | «God Rest Ye Merry Gentlemen» | tema tradicional navideño | 3:20     |  |
| 2.                          | «Lonely Christmas»            | Clarke                    | 3:12     |  |